# Redefin
Redefin est une commune allemande de l'arrondissement de Ludwigslust-Parchim, Land de Mecklembourg-Poméranie-Occidentale.

## Géographie
Redefin se situe au nord-ouest du Griese Gegend, sur la rive ouest de la Sude.
La Bundesstraße 5 entre Ludwigslust et Boizenburg, qui servait de route de transit entre Berlin et Hambourg avant la construction de la Bundesautobahn 24, traverse Redefin et franchit la Sude et la Schmaar.

## Histoire
Redefin est issu d'une colonisation slave. La première mention écrite du village date de 1306 dans un pacte d'alliance entre le margrave Hermann de Brandenbourg et les comtes de Schwerin Nicolas et Gosselin V, pour battre les chevaliers de Rybe qui ont construit un château-fort à Redefin en 1300. Rybe est probablement un chevalier voleur de la Hanse qui s'en prend à la route entre Hambourg et Berlin. Le château est détruit et reconstruit en 1311. La propriété est remise comme un fief à Ulrich von Pentz. Une nouvelle reconstruction des murs est faite en 1356. Pendant la guerre de Trente Ans, il est complètement détruit, ses pierres servent à d'autres constructions.
Du temps de la RDA, Redefin devient le centre administratif des villages environnants avec une infrastructure appropriée. Les propriétés agricoles sont collectivisées. En 1990, tous les bâtiments importants du village sont rénovés.
Le 1er mai 1990, Groß Krams, quartier de Redefin, devient une commune indépendante.

## Haras
En 1712, un haras est fondé à Redefin, destiné à la remonte de la cour ducale. Il est transporté de 1795 à 1910 à Ludwigslust, une localité voisine.
De 1812 et 1820, le haras est placé sous la direction de Vollrath Joachim Helmuth von Bülow  qui fait bâtir le domaine d'après les plans de Carl Heinrich Wünsch dans le style du classicisme. Avec la construction de la route de la poste de Hambourg à Berlin (maintenant Bundesstraße 5), une halte est créée à Redefin. Le village connaît alors un fort développement. Aujourd'hui Redefin est essentiellement fréquenté pour son haras.
Ce haras conserve les traditions de l'élevage chevalin du Mecklembourg et de la Poméranie. On y élève des mecklembourgeois, chevauxl fameux dès le XVIIe siècle, élégants, nerveux et puissants qui peuventt être utilisés sous la selle ou au trait. Le haras possède aussi des étalons pur-sang, des trakhener, des chevaux de trait et des haflinger.

## Source, notes et références
1. 1 2  André Champsaur, Le guide de l'art équestre en Europe, Lyon, La Manufacture, 4ème trimestre 1993, 214 p. (ISBN 9-782737-703324), page 165

- (de) Cet article est partiellement ou en totalité issu de l’article de Wikipédia en allemand intitulé « Redefin » (voir la liste des auteurs).